# Papermoon
Singles de Tommy heavenly6
Heavy Starry Chain
(2007) Monochrome Rainbow
(2011)
Papermoon est le 9e single de Tommy heavenly6 sorti le 10 décembre 2008 au Japon. Il atteint la 10e place du classement de l'Oricon et reste classé pendant 8 semaines. Papermoon se trouve sur la compilation Gothic Melting Ice Cream's Darkness "Nightmare".
C'est également le deuxième opening de l'animé Soul Eater.
Toutes les paroles sont écrites par Tommy heavenly6.
| 1. | Papermoon                         |  |
| 2. | Ruby Shoes                        |  |
| 3. | Papermoon (Original Instrumental) |  |

| 1. | Papermoon (PV) |  |